# Kuukansaari (ö i Södra Savolax)
Kuukansaari eller Laarisaari är en ö i Finland. Den ligger i sjön Kuolimo och i kommunen Sankt Michel i den ekonomiska regionen  S:t Michel och landskapet Södra Savolax, i den södra delen av landet, 190 km nordost om huvudstaden Helsingfors. Öns area är 17,5 hektar och dess största längd är 0,9 kilometer i nord-sydlig riktning.